# Алексени (Јаши)
Алексени (рум. Alexeni) насеље је у Румунији у округу Јаши у општини Цибана. Oпштина се налази на надморској висини од 234 m.

## Становништво
Према подацима из 2002. године у насељу је живело 693 становника, од којих су сви румунске националности.